# حيدر أباد (أصفهان)
حيدر أباد هي قرية في مقاطعة أصفهان، إيران. عدد سكان هذه القرية هو 632 في سنة 2006.